# میکاوا، یاماگاتا
میکاوا، یاماگاتا (به لاتین: Mikawa, Yamagata) یک منطقهٔ مسکونی در ژاپن است که در استان یاماگاتا واقع شده‌است. میکاوا ۳۳٫۲۲ کیلومتر مربع مساحت و ۷٬۶۳۹ نفر جمعیت دارد.